# Robert D’Oyly
Robert D’Oyly (auch Robert D’Oyley de Liseaux, Robert Doyley, Robert de Oiley, Robert d’Oilly, Robert D’Oyley und Roberti De Oilgi) war ein normannischer Adliger in Begleitung Wilhelms des Eroberers bei dessen Eroberung Englands. Er war der Sohn von Walter D’Oyly und der ältere Bruder von Nigel D’Oyly.
Er heiratete Ealdgyth, die Tochter von Wigod, dem angelsächsischen Lord von Wallingford, nach dessen Tod Wilhelm ihn zum neuen Lord von Wallingford ernannte und ihn zwischen 1067 und 1071 damit beauftragte, Wallingford Castle zu befestigen.
Robert D’Oyly ist auch der Erbauer des Oxford Castle.
Er war der Onkel von Robert Doyley, dem Sohn seines Bruders Nigel, dem Gründer von Osney Priory in Oxford.
Sein Nachkomme Henry D’Oyly war einer der Feudalherren der Magna Carta.